# Бертолд XI фон Бюрен
Бертолд XI фон Бюрен (на немски: Bertold XI. von Büren; † пр. 1409/ между 14 октомври 1410 – 8 юли 1412) е благородник от род „фон Бюрен“, господар на Бюрен във Вестфалия.
Той е син на Бертолд X фон Бюрен († ноември 1390), господар на Бюрен и Давенсберг, бургграф на Щромберг, и съпругата му Мария фон Бредероде (* пр. 1342; † сл. 1385), дъщеря на Вилхелм ван Бредероде († 1316) и Елизабет фон Клеве († 1363). Внук е на маршала на Вестфалия Бертолд VIII фон Бюрен († 1338) и наследничката Гербург фон Давенсберг. Той има три братя и две сестри.

## Фамилия
Бертолд XI фон Бюрен се жени сл. 1406 г. за Кунигунда фон Мьорс/Мьорз († сл. 1409), незаконна дъщеря на граф Дитрих V фон Мьорс († 1365). Те имат децата:
- Бертолд фон Бюрен, умира млад
- Мария фон Бюрен (1403 – 1439), омъжена за Хайнрих I фон Шоненберг (* пр. 1350; † сл. 1375/ † пр. 1429), син на Конрад V фон Шоненберг († 1353/ сл. 1355) и Хелена Шваленберг († сл. 1372)
- Аделхайд фон Бюрен († пр. 1478), монахиня в Нойенхеерзе